# Dieter Maihold
Dieter Maihold (* 22. Juli 1955 in Regensburg) ist ein deutscher Jurist und ehemaliger Richter am Bundesgerichtshof.

## Leben
Maihold trat 1984 in den höheren Justizdienst des Freistaates Bayern ein, wo er zunächst am Landgericht Regensburg, bei der Staatsanwaltschaft Regensburg sowie am Amtsgericht Kelheim tätig war. 1991 wurde Maihold an das Landgericht Regensburg abgeordnet. Dort leitete er bis 2001 hauptamtlich die Ausbildung der Rechtsreferendare. Während dieser Abordnung wurde Maihold 1996 zum Richter am Oberlandesgericht Nürnberg befördert, an dem er von 2001 bis Ende 2007 als Mitglied eines für Bausachen, Makler- und Landwirtschaftssachen zuständigen Zivilsenats arbeitete.
Im Januar 2008 wurde Maihold zum Richter am Bundesgerichtshof ernannt, wo er dem für das Bank- und Börsenrecht zuständigen XI. Zivilsenat zugewiesen wurde. Am 31. März 2020 trat Maihold in den Ruhestand.
Maihold ist Mitherausgeber der Ausbildungszeitschrift Juristische Arbeitsblätter.
Maihold ist verheiratet mit Ulrike Pauckstadt-Maihold.